# Sesarma curacaoense
Sesarma curacaoense is een krabbensoort uit de familie van de Sesarmidae. De wetenschappelijke naam van de soort is voor het eerst geldig gepubliceerd in 1892 door de Man.